# Rodolfo II Baglioni
Rodolfo II Baglioni, o Ridolfo (Perugia, 1º luglio 1518 – Chiusi, 24 marzo 1554), è stato un condottiero perugino appartenente alla potente famiglia Baglioni, ultimo signore di Perugia, conte di Spello e di Bettona.

## Biografia
Nacque da Malatesta IV, signore di Perugia e conte di Spello e Bettona, e da Monaldesca Monaldeschi che sarà reggente per il figlio tredicenne. 
Prestò servizio come Capitano Generale dell'esercito del Sacro Romano Impero durante le guerre italiane del 1542. Nella battaglia di Ceresole comandò la cavalleria leggera fiorentina. Partecipò anche alla battaglia di Marciano nelle file dell'armata fiorentino-imperiale contro Siena.
Inviato da Cosimo I de' Medici a sostenere Perugia nella sua resistenza all'assedio pontificio, Rodolfo Baglioni consegnò l'intera città a papa Paolo III tradendo le speranze di libertà dei perugini.
Il 3 giugno 1540, presso il convento di Monteluce, firmò il trattato di resa che permise al papa Paolo III di impossessarsi di Perugia e saccheggiarla (oltre ottanta le torri abbattute, quelle delle famiglie nobili). Le truppe svizzere, fedelissime al Papa, occuparono la città. A sancire poi il dominio ecclesiastico venne costruita la Rocca Paolina, eretta proprio sulle rovine delle case della famiglia Baglioni.
Rodolfo II morì a Chiusi, all'età di 36 anni, nella Guerra di Siena. Gli succedette nella contea di Spello e di Bettona, dopo qualche anno di sottomissione alla Chiesa, il giovane figlio Giampaolo II. Fu tumulato nella cripta di famiglia all'interno della basilica di San Domenico a Perugia.

## Matrimonio e discendenza
Sposò Costanza, figlia di Vitello Vitelli, della casata di Città di Castello, conte di Montone (1519-1528), e di Angela de' Rossi, dalla quale ebbe due figli:
- Giampaolo II (1552-1608)
- Rodolfo III (1554-1596)

## Galleria d'immagini

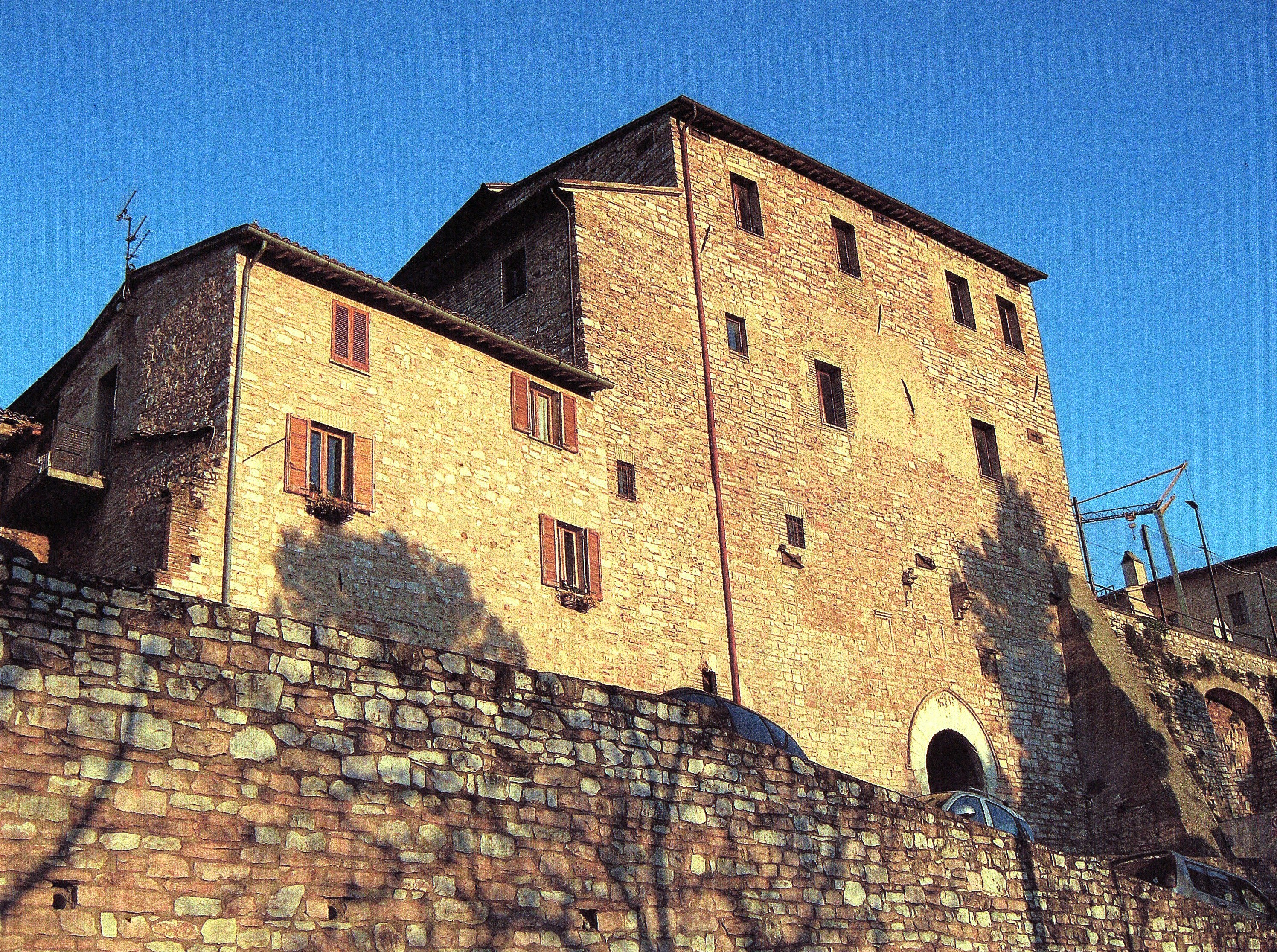
Spello: palazzo Baglioni
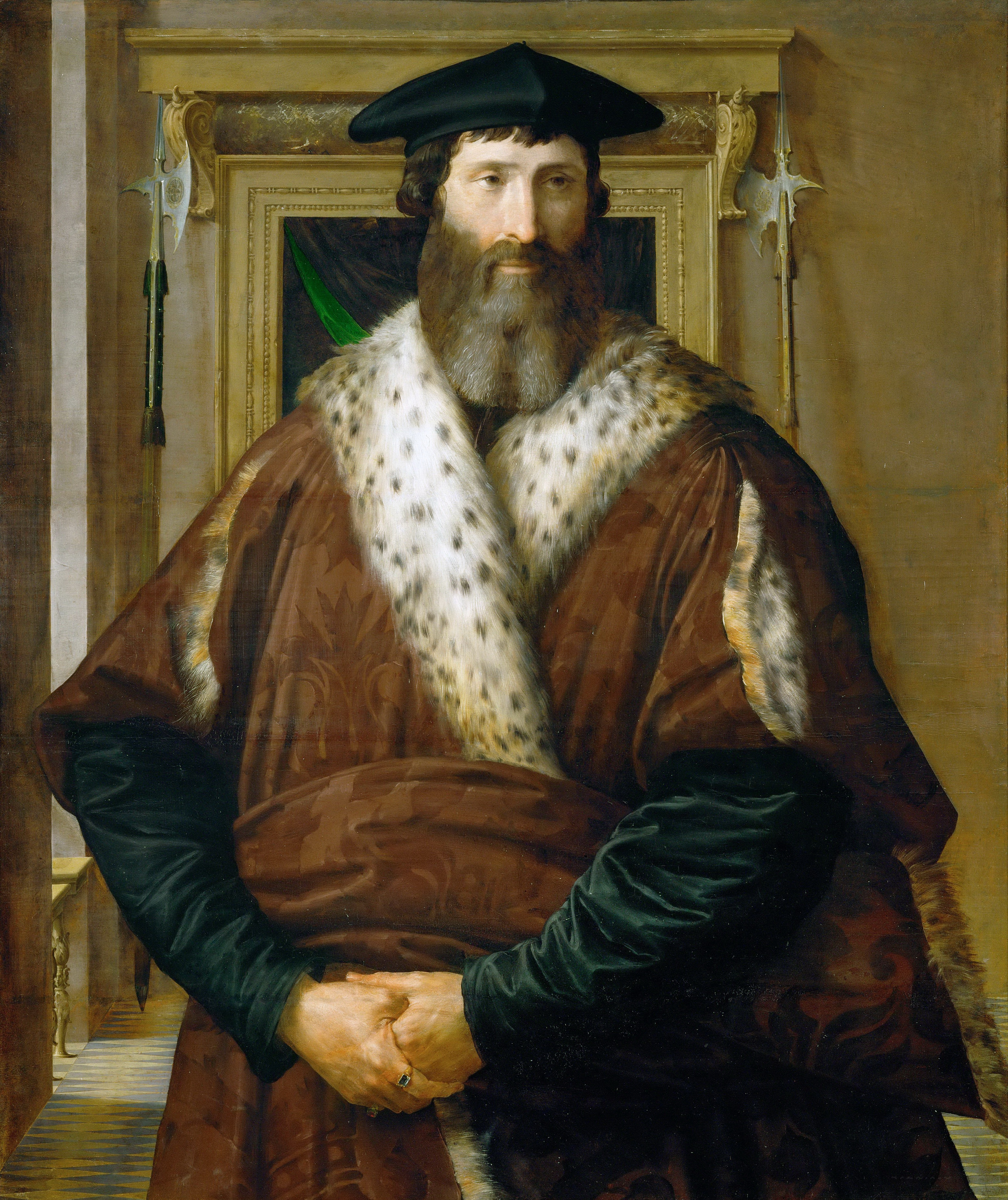
Malatesta IV Baglioni
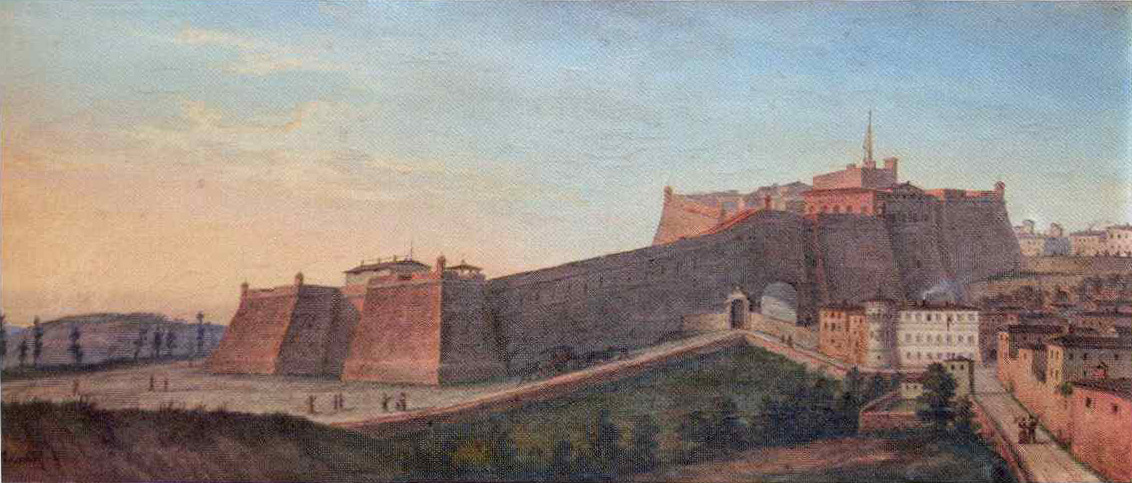
La Rocca Paolina